# Reale dogana del porto fluviale

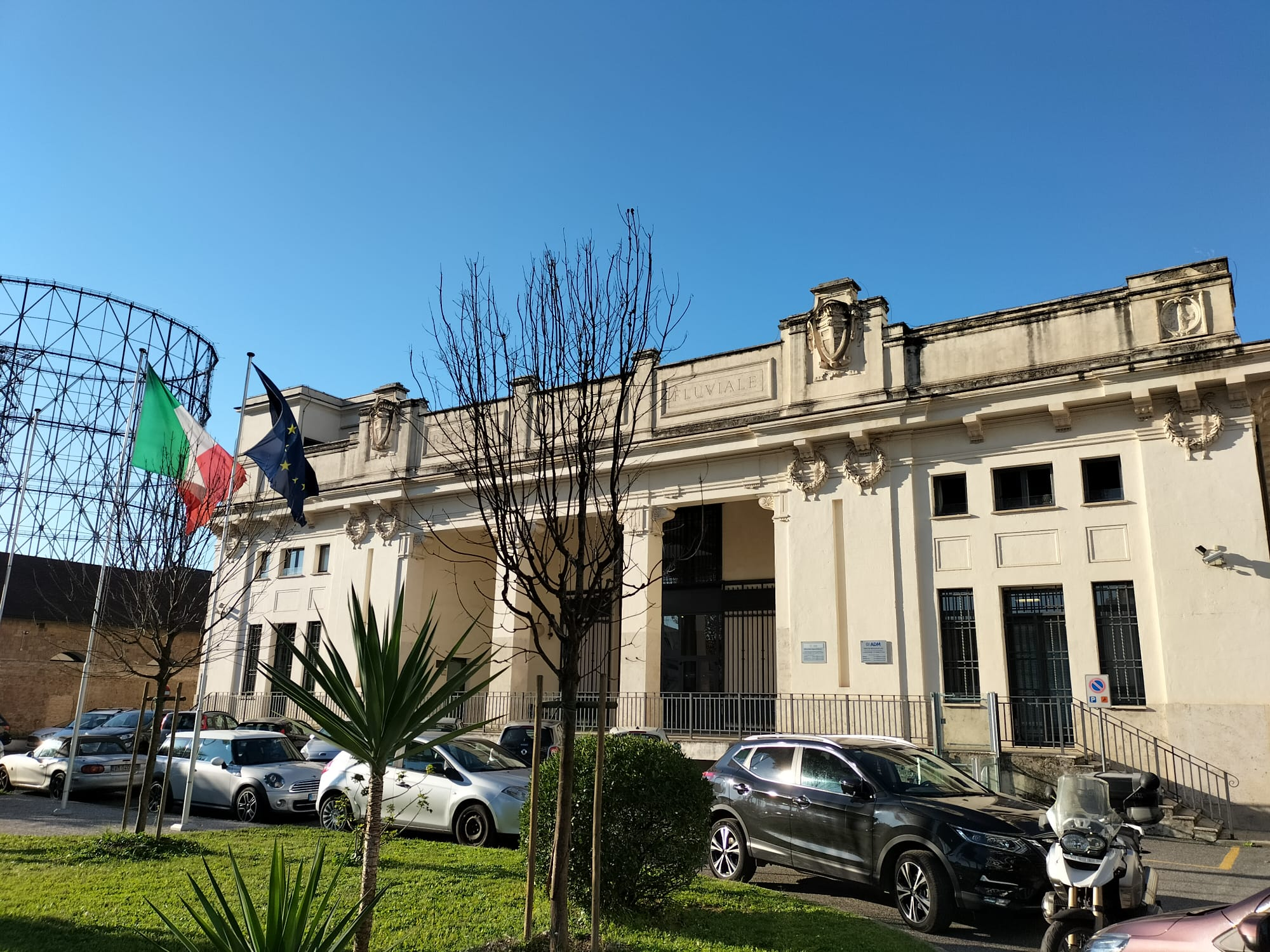
Facciata della Reale dogana del porto fluviale, oggi sede dell'Ufficio delle dogane Roma 1

La Reale dogana del porto fluviale è un'antica sede doganale della città di Roma. 

## Storia
La costruzione dell'edificio della reale dogana presenta una storia piuttosto complessa. La fine degli storici porti commerciali di Roma lungo il fiume Tevere, quali il porto di Ripa Grande e il piccolo porto di Ripetta, in parte distrutto e in parte interrato a fine ‘800, portarono, nel 1904, il Ministero dei lavori pubblici a progettare la costruzione di un nuovo porto fluviale, inaugurato poi nel 1912. Nel frattempo, nel 1908, il Ministero delle finanze acquisì il terreno per la costruzione dell'edificio della reale dogana. Il progetto, approvato nel 1910, vide l'inizio dei lavori solo nel 1917, a causa di problemi economici e questioni tecniche. La costruzione dell'edificio della reale dogana del porto fluviale, su progetto dell'architetto Gustavo Giovannoni, si inserì in una progettualità più diffusa in quegli anni nel quadrante Ostiense di Roma, con la nascita, fra l'altro, della Società anglo-romana (1910), del nuovo porto fluviale (1912), della Centrale Montemartini (1912), del Consorzio Agrario Cooperativo (1919), dei Magazzini generali (1922-1927) e della linea ferrovia Roma-Ostia (1924). Attualmente è sede dell’Ufficio delle dogane di Roma 1 dell'Agenzia delle dogane e dei monopoli.

## Caratteristiche
La sponda sinistra del fiume Tevere era destinata ai servizi portuali (reale dogana del porto fluviale di Roma, ufficio del porto, Magazzini generali). La collocazione della dogana era, all’epoca, strategica per il controllo e lo smistamento delle merci che affluivano sia dal Tevere sia dai Magazzini generali. L’edificio, compreso tra questi ultimi e la sede del Consorzio agrario, si presentava con una pianta allungata con gli accessi principali in direzione del Tevere e dell’attuale via del Commercio. Il lato in direzione del Tevere era destinato ad accogliere le merci, mentre l’altro ospitava gli uffici, gli spedizionieri ed il corpo di guardia. L’edificio fu costruito con la volontà di dare alla nuova dogana un'imponenza e un’architettura di rappresentanza.
Nella sua funzione di dogana principale, la struttura si veniva a trovare stretta tra Magazzini generali, di stile neoromanico, e il Consorzio agrario, di stile razionalista. L'edificio della reale dogana si caratterizzava per un impianto statico con vari ambienti, principalmente magazzini, officine, laboratori, uffici e sale riunioni talmente importanti che, nel 1923, sul piano di copertura terrazzato, la struttura venne ampliata per ricavare altri ambienti, destinati ad alloggi per il direttore o altri funzionari. Elemento di interesse architettonico - strutturale è principalmente l’ossatura in cemento armato che adotta soluzioni originali, in un periodo di sperimentazione di questo nuovo materiale. Per la prima volta vengono utilizzate travi “a coda di rondine” nella zona tesa, allargamenti della sezione delle travi, agli appoggi, travi “rompi tratta” in mezzeria dei solai e plinti di fondazione “a quattro costole”, o “a zampe di gallina”.
La costruzione della reale dogana del porto fluviale all’interno del polo commerciale Ostiense rese Roma una città all’avanguardia non solo in campo industriale ma anche in quello architettonico grazie alle tecniche costruttive e ai materiali utilizzati. Il cemento armato, utilizzato per la realizzazione della reale dogana, alternato al ferro, rappresentò un’innovazione per i primi anni del ‘900.